# Architectonica maculata
Architectonica maculata is een slakkensoort uit de familie van de Architectonicidae. De wetenschappelijke naam van de soort is voor het eerst geldig gepubliceerd in 1807 door Link.